# بوشرا المتوواکل
بوشرا المتوواکل (عربی: بشارة المتوكل؛ زادهٔ ۱۹۶۹) عکاس اهل یمن است.
وی همچنین برندهٔ جوایزی همچون ۱۰۰ زن بی‌بی‌سی شده‌است.